# Yūya Matsushita
Yūya Matsushita (松下 優也, Matsushita Yūya), parfois orthographié Youya Matsushita, né le 24 mai 1990 à Nishinomiya (Hyōgo) au Japon, est un artiste japonais essentiellement actif sur la scène nippone.

## Biographie

### Jeunesse et vocation précoce
Yūya Matsushita est élevé dans un foyer monoparental. Très tôt, sur l'impulsion de ses grands-parents, il découvre l'enka. Sa mère l'initie au rock anglophone avec Aerosmith et Bon Jovi, mais lui-même manifeste rapidement un intérêt pour le R&B, le hip-hop et la street dance. En parallèle de son attrait pour la musique, il se passionne pour le cinéma hollywoodien et la culture étasunienne en général.
C'est à douze ans, lorsqu'il découvre le groupe W-inds. à la télévision, qu'il ambitionne de devenir artiste. De son propre chef, décidé à percer dans le milieu tout en revendiquant sa singularité, il commence les auditions et fréquente une école de danse et de chant à Osaka. On lui enseigne la musique occidentale et le gospel ainsi que de nombreuses formes de danses différentes (la dance, le breakdance, le rock). De son propre aveu, le niveau est très élevé et il travaille énormément pour rattraper le professionnalisme de ses camarades féminines.

### Une sensibilité entre culture japonaise et culture américaine
A quinze ans, Yūya Matsushita décide de ne pas aller au-delà du collège pour se consacrer à sa carrière, ce qui provoque de nombreuses disputes au sein de sa famille. Pour apaiser ces tensions, il consent à continuer sa scolarité à la condition sine qua none d'étudier à New York. Il part ainsi aux États-Unis, sans avoir une bonne maîtrise de l'anglais. Sur place, il respecte sa promesse et intègre un lycée, tout en assistant à de nombreux concerts de gospel et en suivant des cours de danse. Il reconnaît néanmoins s'être montré particulièrement difficile, égoïste et immature durant son adolescence,.
Peu après, à Tokyo, il est repéré par le producteur Jin Nakamura, collaborateur d'EXILE et CHEMISTRY. En janvier 2008, il signe chez Epic Records et fait ses débuts le 26 novembre avec le single Foolish Foolish, écrit par Nakamura. Il retourne à New York pour le tournage du clip et le shooting photos associé au CD. En parallèle, il commence à apprendre le piano.
Son parcours atypique est une source de détermination supplémentaire et renforce son besoin féroce de réussite : « J'ai suivi un chemin que la plupart des gens ne prennent pas, donc si les choses ne se passent pas bien, je sais que [certains] diront Tu vois, ta façon de faire n'a pas fonctionné finalement . [...] En étant arrivé là où j'en suis aujourd'hui, j'espère être une référence pour la prochaine génération. Je veux pouvoir dire aux jeunes : C'est bon, faites ce que vous voulez. Vous n'êtes pas obligés de faire ce qui ne vous passionne pas. [...] Je veux créer une "success story" à cet effet ».

### La révélationBlack Butler
En 2009, Yūya Matsushita fait ses débuts en tant qu'acteur dans le long-métrage Sad Boyfriend.

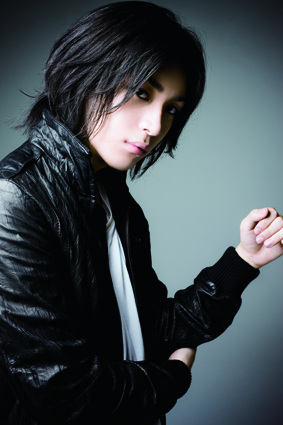
Yūya Matsushita en 2009, période Black Butler.

C'est surtout sur scène qu'il se démarque en incarnant Sebastian Michaelis, le célèbre « Diable de Majordome », dans l'adaptation musicale de Black Butler. Il tient le rôle dans That Butler, Friendship (2009) et enchaîne avec sa suite, The Most Beautiful DEATH in The World (2010). Camper Sebastian est un enjeu majeur pour le jeune homme, encore novice. Honoré d'avoir été choisi et grand admirateur du manga créé par Yana Toboso, il ressent néanmoins beaucoup de pression à l'idée d'incarner une telle figure. La performance s'avère épuisante et physique ; elle nécessite de maîtriser parfaitement la danse, le chant et le jeu tout en gardant l'aura surnaturelle du personnage. Matsushita doit apprendre à arborer une attitude imperturbable en permanence et à marcher avec des chaussures à talonnettes similaires à celles portées par le protagoniste dans le manga. Quoique très exigeant, le challenge se relève particulièrement formateur : « Jouer Sebastian, qui est parfait en tous points, est définitivement un défi » ; « Cela m'a donné énormément de courage et a été une expérience très positive pour ma future carrière. Je n'avais pas beaucoup de pratique de la scène mais j'ai décroché le rôle principal. Camper ce personnage jusqu'à la fin m'a donné beaucoup de confiance pour mon parcours musical et d'acteur ».
Incarner Sebastian renforce définitivement sa popularité. Le magazine J!-ENT affilié à Sony Pictures Entertainment, le présente comme une « jeune pop star sensationnelle et [un] acteur prometteur ».
Depuis 2010, il interprète également ses chansons en coréen, en taiwanais et en thaï, à l'intention du public local.
A l'été 2011, il donne un concert remarqué lors de la FanimeCon, une convention populaire organisée à San José.
En décembre 2011, il devient le plus jeune artiste à intégrer le Michael Jackson Tribute Live, un concert hommage qui se tient au Gymnase olympique de Yoyogi (Tokyo). Il est en outre à la distribution du drama Quartet, un thriller très sombre centré sur la vengeance d'un jeune homme contre un yakuza.
Il retrouve le personnage de Sebastian Michaelis dans le revival de The Most Beautiful DEATH in The World en 2013 et poursuit avec Lycoris that Blazes the Earth courant 2014. A l'issu de ces représentations, il quitte le rôle, Sebastian étant désormais incarné par Yūta Furukawa. Cette même année, In the Heights, création de Lin-Manuel Miranda, lui permet de combiner son amour de la comédie musicale et du hip hop.
De 2015 à 2020, il est le leader du groupe de J-pop et R&B X4.

### L'après X4, entre maturité et diversité
Outre une carrière solo florissante, Yūya Matsushita est très présent dans le milieu de la comédie musicale. Il emploie le nom YOUYA pour ses projets musicaux indépendants et son nom complet pour ses performances scéniques.
En 2022, il est sollicité pour intégrer la franchise à succès TRUMP. Il incarne l'un des trois rôles principaux, celui de Shion, dans l'opus musical Verachicca. Lui qui n'est pas familier de l'œuvre s'avère finalement séduit « par la profondeur et l'originalité » du monde dépeint par Kenichi Suemitsu.
En 2024, il renoue avec le personnage de Bennie dans le revival de In the Heights. Dix ans après la première mouture, il aborde désormais le personnage sous un nouvel angle, avec davantage de maturité et de réflexion sur le jeu : « Je ne savais pas grand-chose sur le métier d'acteur à l'époque. En y repensant maintenant, c'est effrayant de penser à la façon dont je jouais ! [...] Je m'amusais simplement. [...]  [A présent,] je réfléchis beaucoup à la façon dont [Bennie] va changer sa façon de penser au fil de la trame ». Le rôle lui tient particulièrement à cœur ; il fait le parallèle entre la vision de Miranda, lequel tente de contrer les clichés sur les minorités latines, et son propre combat vis-à-vis des stéréotypes véhiculés sur les japonais : « Lorsque Lin-Manuel Miranda, le créateur, a regardé RENT, il a compris qu'il y avait peu de rôles qu'il pouvait jouer. Il y avait également une résistance aux visions stéréotypées des Latinos aux États-Unis. Il a écrit In the Heights  parce qu'il sentait qu'il n'avait pas sa place dans le monde du théâtre musical. [...] [En tant que] japonais, nous [nous] sentons parfois mal à l'aise face à la manière dont le Japon est représenté à l’étranger. Hiroyuki Sanada lutte depuis de nombreuses années contre les stéréotypes sur les Japonais à Hollywood. [Pourtant,] récemment, lorsque j'ai joué dans une histoire sur le Japon écrite par un étranger, il y avait des passages où je pensais : « Les Japonais ne feraient pas ça » et j'ai trouvé ça difficile. Je sens que je dois continuer à rechercher la meilleure façon d'exprimer l'essence d'une œuvre en creusant profondément dans sa culture et en la comprenant ».
En 2025, il est attendu dans le rôle de la drag queen Lola pour le revival de Kinky Boots. Il est en alternance avec Shōma Kai. Il succède ainsi au regretté Haruma Miura et à Shirota Yū ; son objectif est de respecter l'héritage de ses prédécesseurs tout en y insufflant sa patte : « Il y a eu de nombreux prédécesseurs merveilleux qui ont campé Lola jusqu'à présent ; ils ont fait briller son âme avec leurs propres personnalités et passion. J'aimerais hériter de la Lola qu'ils ont incarné mais aussi jouer une Lola qui possèdera ma propre gentillesse, ma fragilité, ma splendeur et ma force ».

## Filmographie (sélection partielle)

### Cinéma
- 2009 : Sad Boyfriend
- 2010 : Time Traveller: The Girl Who Leapt Through Time : Tetsuo Toi
- 2010 : Hikari no Wakusei
- 2012 : Hikari, Sono Saki E : Se

### Télévision
- 2011 : Quartet : Takeru
- 2011 : Asu no Hikari wo Tsukame 2 : Ren Kagami
- 2012 : Pillow Talk : Kakeru
- 2014 : Watashi no Host-chan S
- 2016 : Beppinsan : Eisuke Iwasa
- 2017 : Ashi-Girl : Hagi Nariyuki
- 2018 : Ashi-Girl SP : Hagi Nariyuki
- 2015 : Akegarasu : Hiro
- 2019 : In Hand : Iriya Kai

## Performances scéniques partielles
- 2009 : Black Butler : That Butler, Friendship : Sebastian Michaelis
- 2010 / 2013 : Black Butler : The Most Beautiful DEATH in The World : Sebastian Michaelis
- 2012 : Dream High : Song Sam-dong
- 2014 : Black Butler : Lycoris that Blazes the Earth : Sebastian Michaelis
- 2014 / 2024 : In the Heights : Benny
- 2015 : Spamalot : Sir Galahad
- 2016 :  Boys Over Flowers : Tsukasa Domyouji
- 2019 : Lord El-Melloi II-sei no jiken-bo : Lord El-Melloi II
- 2020 : Sunset Boulevard : Joe Gillis
- 2021 : Jack the Ripper :  Anderson
- 2022 : TRUMP : Verachicca : Shion Verachicca
- 2022 : Bye Bye Birdie : Conrad Birdie
- 2024 : JoJo's Bizarre Adventure ~ Phantom Blood : Jonathan Joestar
- 2025 : Kane and Abel : Abel Rosnowski
- 2025 : Kinky Boots : Lola / Simon

## Discographie (sélection partielle)

### Albums
- 2010 : I AM ME
- 2012 : 2U
- 2012 : U 〜BEST of BEST〜
- 2013 : #musicoverdose
- 2015 : XVISION